# Schützenwiese (Stadion)
Die Schützenwiese ist ein Fussballstadion in der Schweizer Stadt Winterthur im Kanton Zürich. Der Fussballclub FC Winterthur trägt hier seine Heimspiele aus. Die offizielle Kapazität beträgt 8'700 Besucher, davon sind ca. 1'100 überdachte Sitzplätze, 800 unüberdachte Sitzplätze, 3'100 überdachte sowie 3'600 unüberdachte Stehplätze. Das Stadion ist im Besitz der Stadt Winterthur. Der Belag besteht aus Naturrasen mit den Abmessungen 105 × 68 Meter. Weiter beherbergt das Stadion unter der Tribüne das Trainingslokal des Judo & Ju Jitsu Club Winterthur. Die Winterthurer und insbesondere die Fans des FC Winterthur nennen das Stadion "Schützi".
Das Stadion ist zurzeit das einzige reine Fussballstadion eines Vereins der Swiss Football League im Kanton Zürich.

## Geschichte
Schon früh, um ca. 1900, spielte der FC Winterthur auf der Schützenwiese, die damals noch Kronenwiese hiess. Ab 1911 wurde der Platz vom Verein gepachtet. Während des Ersten Weltkrieges von 1917 bis 1919 konnte eine Umwandlung des Feldes in einen Acker durch die Mitglieder des Vereins knapp verhindert werden, indem man ein fussballplatzgrosses Feld in Wiesendangen bewirtschaftete.
1922 wurde eine kleine Holztribüne mit 550 Sitzplätzen erstellt. Die Finanzierung wurde durch eine Tribünengenossenschaft sichergestellt, die 1935 aufgelöst wurde und dem FCW die Tribüne nahezu schuldenfrei überliess. 1936 wurde das Spielfeld neu planiert und als Gegengerade ein Erdwall aufgeschüttet.
1957 brachte die Genossenschaft Sportplatz Schützenwiese (GSS) das Geld für den Bau der aktuellen Tribüne auf. Das Stadion wurde danach für die erfolgreichste Zeit der Vereinsgeschichte um Stehplatztribünen erweitert, womit die maximale Kapazität von 14'987 Plätzen erreicht wurde. Der Stadionrekord wurde an einem Feldhandball-Länderspiel zwischen der Schweiz und Deutschland aufgestellt. Offiziell waren damals 23'000 Zuschauer zugegen. In den 1980er Jahren konnte die GSS das Geld für eine Renovierung nicht mehr aufbringen, weshalb das Stadion in den Besitz der Stadt Winterthur überging, welche sich fortan für den Unterhalt verantwortlich zeigte. Bis 2004 wurde das Stadion selber aber von der GSS verwaltet. Diese Aufgabe obliegt seit 1. Januar 2005 ebenfalls der Stadt Winterthur.
Am 17. Dezember 2010 wurden von der Stadt Winterthur und dem Verein FC Winterthur die Pläne für den Aus- bzw. Umbau des Stadions vorgestellt. Das Konzept des Bieler Architekturbüros Sollberger Bögli Architekten AG, welches aus einem Architekturwettbewerb als Sieger aus 30 Vorschlägen hervorging, sah einen etappenweisen Umbau der Schützenwiese zu einem Super-League-tauglichen Stadion mit 10'000 überdachten Plätzen vor (ca. 2⁄3 Sitzplätze).
In der ersten Ausbaustufe wurden bis Ende August 2013 zunächst grundlegende Massnahmen ergriffen, um die Anforderungen für die Swiss Football League zu erfüllen. Diese betrafen die Stadionbeleuchtung, Bauten für die Sicherheit des Spielbetriebs sowie fest installierte Sanitäranlagen und Verpflegungsstände. 2015 ersetzte die neu erstellte Gegentribüne nicht überdachte Stehplätze im Südosten der Rasenfläche. Offiziell wurde die neue Tribüne am 2. März 2015 beim Meisterschaftsspiel gegen den FC Schaffhausen eingeweiht und in Betrieb genommen. Sie bietet 3'600 überdachte Stehplätze, welche später durch überdachte Sitzplätze ersetzt werden können. Die Neigung der Tribüne beträgt 35 ° und erlaubt so einen guten Blick auf das direkt vor ihr liegende Spielfeld. Die bestehenden Stehplätze hinter den Toren, die Bier- und Sirupkurve sowie der Gastsektor blieben dabei weitestgehend erhalten. Die «Sirupkurve» findet sich ausser auf der Schützenwiese in keinem anderen Stadion in der Schweiz. Die 2005 eingerichtete Fanzone mit eigener Sitzplatztribüne und Gratis-Sirup ist besonders geeignet für Kinder. Ausserdem steht im Winterthurer Fansektor der Salon Erika, eine Kunstgalerie, ebenfalls einmalig in einem europäischen Fussballstadion.

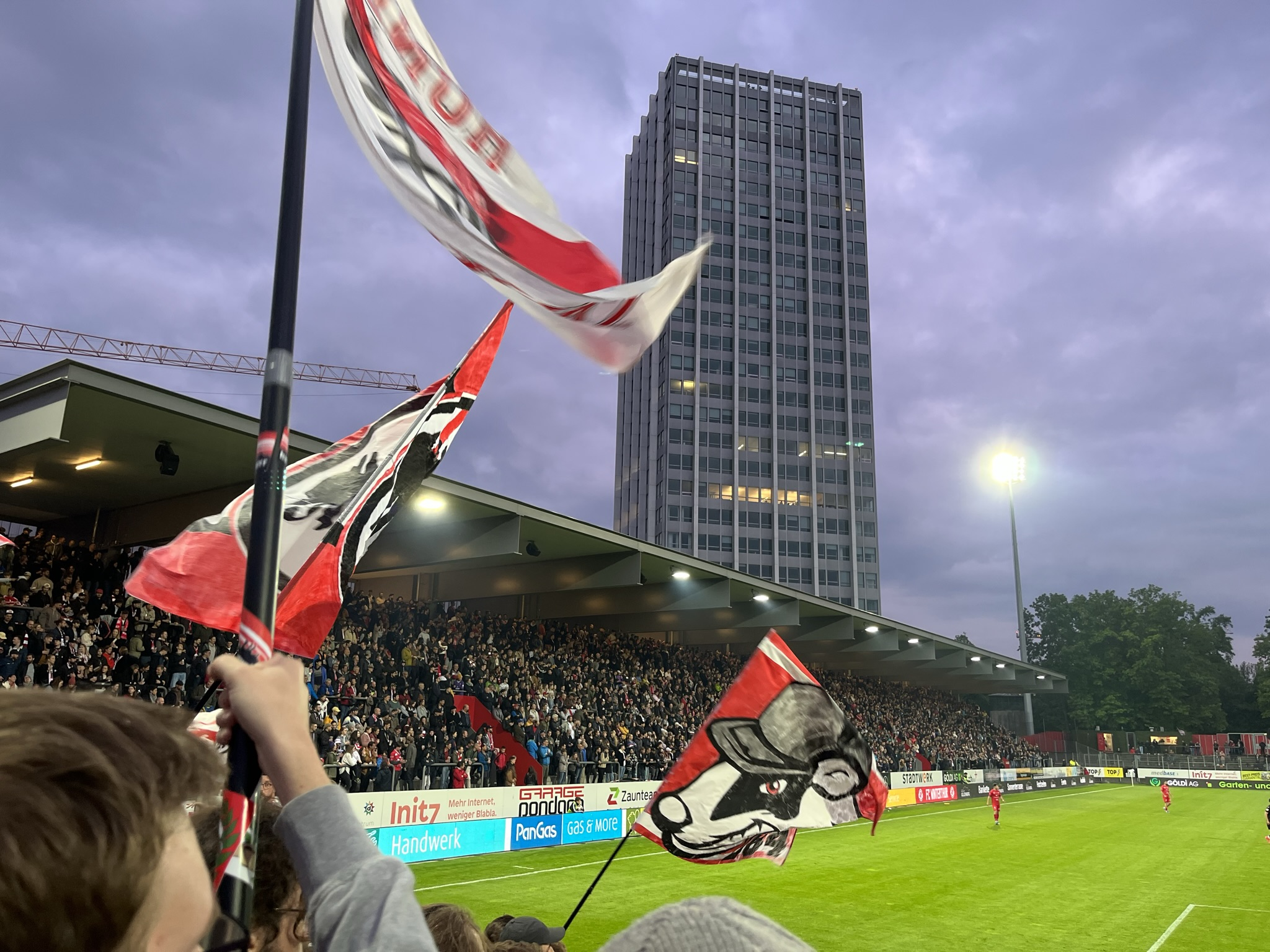
Die neue Gegentribüne im ausverkauften Zustand während der Saison 2021/22 (Frühjahr 2022)

Der geplante Kostenrahmen von weniger als 10 Mio. CHF wurde eingehalten. Die Stadt Winterthur trug mit etwas mehr als 8 Mio. Franken den Grossteil der Kosten, 1 Mio. steuerte der Verein mit seinen Unterstützern bei. Vom kantonalen Sportfonds konnten 920'000 Franken gewonnen werden. Aus Kostengründen bleibt die Sanierung der Haupttribüne offen[veraltet].

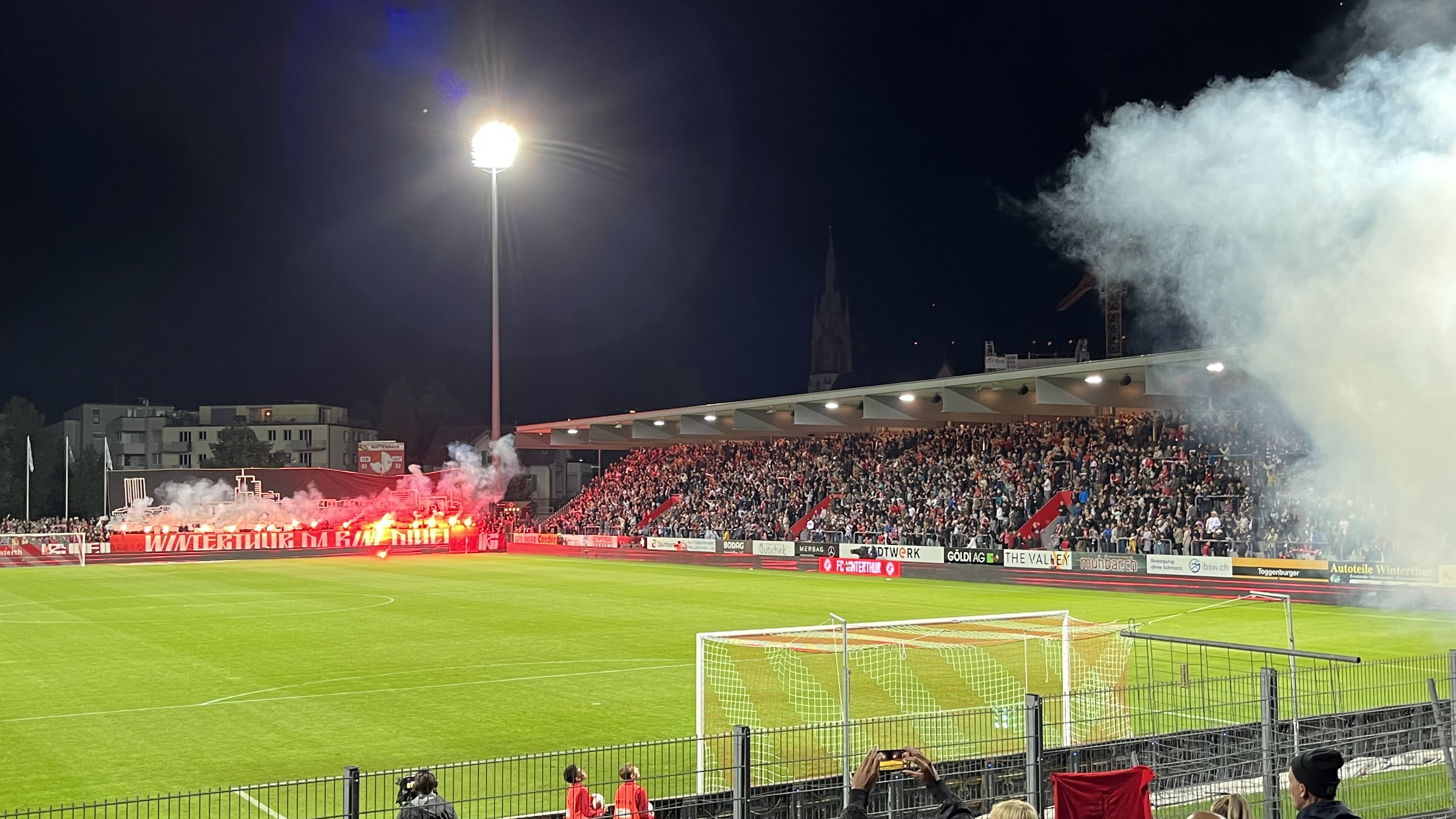
Das volle Stadion vor einem Super-League-Spiel gegen den FC Luzern (2022)

Vom 11. bis 17. August 2019 fand auf der Schützenwiese die Faustball-Weltmeisterschaft der Männer statt.